# Andrés Zamudio de Alfaro
Andrés Zamudio de Alfaro (Sevilla, siglo xvi-13 de octubre de 1599) fue un médico español que ejerció en Sevilla y en la corte de Felipe II, autor de varias obras sobre la viruela y la peste.

## Biografía
Andrés Zamudio de Alfaro nació en Sevilla. Era hijo del licenciado Francisco de Alfaro, médico y cirujano en la colación de Santiago, y nieto de Andrés Núñez de Garoza, médico de la Inquisición de Sevilla. Se casó con María Osorio, hija de Alonso Álvarez Osorio, jurado de Sevilla, con quien tuvo un hijo, Francisco de Alfaro y Osorio. En 1572, junto con su hermano, el licenciado Diego de Alfaro, fiscal de la Real Audiencia de Sevilla, litigó ante la Chancillería de Granada una ejecutoria de hidalguía.
Zamudio de Alfaro estudió en la Universidad de Salamanca y ejerció como médico en Sevilla, donde alcanzó un gran prestigio, como lo indican su nombramiento como médico de la Inquisición, como sus antepasados, o el que, al igual que Nicolás Monardes, formara parte del claustro de médicos de la Universidad de Sevilla, aunque nunca dictó clases. En 1568, a raíz de la declaración de una epidemia de peste en Sevilla, las autoridades urbanas le pidieron a él y a otro médico, el entonces catedrático de la Universidad, Francisco Franco, que redactasen sendos tratados sobre la enfermedad. De la obra de Zamudio parece que no se conservan ejemplares impresos; pero existe una copia manuscrita, de quince folios, titulada Regimiento curativo y preservativo de pestilencia, fecho por el Doctor Andrés Çamudio de Alfaro, vecino de Sevilla, por mandado del Ylustre Sr. conde de Monteagudo, Asistente de Sevilla, y con su licencia, y con licencia del Ylustre Sr. don Pero Veles de Guevara, Provisor de Sevilla, año de 1568.
Una década después, según Nicolás Antonio, Zamudio publicó otro tratado, titulado Orden para la cura y preservación de las viruelas (Madrid, 1579). Al año siguiente fue nombrado médico de cámara y protomédico como premio por haber curado a Felipe II. A principios de marzo de 1580, la familia real emprendió viaje a Badajoz de camino a Portugal para tomar posesión de la recién obtenida Corona. A primeros de septiembre, ya en Badajoz, Felipe II se puso gravemente enfermo de una afección conocida entonces como catarro o romadizo. Según el relato del médico contemporáneo Miguel Martínez de Leiva, Zamudio de Alfaro fue llamado por orden del rey desde Sevilla a Badajoz, donde logró curar al monarca, y a raíz de este servicio le nombró médico de cámara el 5 de noviembre de 1580, cargo que desempeñó hasta su fallecimiento. De hecho, el 20 de julio de 1583, estando ya en Madrid, firmó un poder para cobrar «mi salario de médico de cámara de su Magestad de su casa de Castilla». Después, llegó a ser nombrado como primer médico de Felipe II y protomédico de Castilla, como sucesor de Francisco Vallés de Covarrubias, que murió en 1592. En calidad de tal, Zamudio atendió al rey en su última enfermedad en 1598.
A partir de 1596 y hasta 1602, la península ibérica, y en particular Castilla, sufrió una de las epidemias más terribles de peste. Ante la gravedad de esta, la monarquía actuó de diversas maneras y, entre ellas, con el encargo en 1597 de Felipe II a Luis Mercado, entonces protomédico, de un libro que pusiese fin a las incesantes polémicas sobre la naturaleza de la enfermedad. Es en este contexto donde hay que situar la última obra de Andrés Zamudio, Orden para la cura y preservación de las secas y carbuncos, compuesta también a instancia de la corona, del nuevo rey Felipe III, para que determinara las causas y el tratamiento de esta misma epidemia de peste. Dicho tratado, de tan solo veintisiete hojas, fue el resultado de las polémicas en que se vieron envueltos todos los médicos finiseculares ante la epidemia y resume las propuestas que dio una comisión  nombrada por el Consejo de Castilla a las dudas planteadas por Cristóbal Pérez de Herrera sobre la curación de un brote de peste. En él concluía que la peste era contagiosa y mataba con gran rapidez, opinión que compartía con el resto de médicos de la corte. Este texto es uno más de los muchos publicados en la península ibérica durante los últimos años del siglo xvi a raíz de la epidemia de peste. Parece ser que está directamente inspirado en el texto de Luis Mercado, con el que Zamudio tuvo una estrecha relación, y fue, en definitiva, un intento por parte de las autoridades de unificar criterios oficiales ante la enfermedad. El título de la obra, con su alusión a «secas y carbuncos», responde a lo que se ha denominado, según Antonio Carreras Panchón, «miedo a la palabra», por el que evitaba, como otros autores de tratados similares publicados en esas fechas, utilizar el término peste en la portada de su libro. Pero además, al utilizar un término u otro para referirse a la enfermedad, los médicos «intentan enfrentarse siempre a la enfermedad desde sus particulares presupuestos ideológicos». Andrés Zamudio de Alfaro hizo su testamento el 2 de octubre de 1599, y murió el 13 de octubre del mismo año.